# إدوارد غرانت (أستاذ جامعي)
إدوارد غرانت (بالإنجليزية: Edward Grant) هو فيلسوف أمريكي، ولد في 6 أبريل 1926.